# Auckland Open 2025
L'Auckland Open 2025, ufficialmente ASB Classic 2025 per motivi di sponsorizzazione, è stato un torneo di tennis giocato all'aperto sul cemento. È stata la 40ª edizione del torneo femminile, facente parte della categoria WTA 250 nell'ambito del WTA Tour 2025 e la 67ª edizione del torneo maschile, facente parte della categoria ATP Tour 250 nell'ambito dell'ATP Tour 2025. Entrambi i tornei si sono giocati all' ASB Tennis Centre di Auckland, in Nuova Zelanda, quello femminile dal 28 dicembre 2024 al 5 gennaio 2025, quello maschile dal 6 all'11 gennaio 2025.

## Partecipanti singolare ATP

### Teste di serie
| Nazionalità | Giocatore                  | Ranking* | Testa di serie |
| ----------- | -------------------------- | -------- | -------------- |
| Stati Uniti | Ben Shelton                | 21       | 1              |
| Cile        | Alejandro Tabilo           | 23       | 2              |
| Argentina   | Sebastián Báez             | 27       | 3              |
| Argentina   | Francisco Cerúndolo        | 30       | 4              |
| Francia     | Giovanni Mpetshi Perricard | 31       | 5              |
| Italia      | Flavio Cobolli             | 32       | 6              |
| Portogallo  | Nuno Borges                | 36       | 7              |
| Stati Uniti | Alex Michelsen             | 41       | 8              |
| Germania    | Jan-Lennard Struff         | 42       | 9              |

* Ranking al 30 dicembre 2024.

### Altri partecipanti
I seguenti giocatori hanno ricevuto una wildcard per il tabellone principale:
- Isaac Becroft
- Gabriel Diallo
- Lucas Pouille

I seguenti giocatori sono entrati nel tabellone principale tramite special exempt:
- Alexandre Müller
- Reilly Opelka

I seguenti giocatori sono passati dalle qualificazioni:

- Nishesh Basavareddy
- Zizou Bergs
- Sumit Nagal
- Luca Nardi

I seguenti giocatori sono entrati nel tabellone principale come lucky loser:
- Daniel Altmaier
- Pablo Carreño Busta
- Francisco Comesaña
- Facundo Díaz Acosta
- Adrian Mannarino

Il seguente giocatore è entrato nel tabellone principale come alternate:
- Bu Yunchaokete

### Ritiri
Prima del torneo
- Fábián Marozsán → sostituito da  Facundo Díaz Acosta
- Giovanni Mpetshi Perricard → sostituito da  Francisco Comesaña
- Alexandre Müller → sostituito da  Pablo Carreño Busta
- Jaume Munar → sostituito da  Bu Yunchaokete
- Reilly Opelka → sostituito da  Adrian Mannarino
- Lucas Pouille → sostituito da  Daniel Altmaier

## Partecipanti doppio ATP

### Teste di serie
| Nazione     | Giocatore       | Nazione       | Giocatore       | Ranking* | Testa di serie |
| ----------- | --------------- | ------------- | --------------- | -------- | -------------- |
| Croazia     | Nikola Mektić   | Nuova Zelanda | Michael Venus   | 23       | 1              |
| Argentina   | Máximo González | Argentina     | Andrés Molteni  | 43       | 2              |
| Regno Unito | Julian Cash     | Regno Unito   | Lloyd Glasspool | 60       | 3              |
| Francia     | Sadio Doumbia   | Francia       | Fabien Reboul   | 66       | 4              |

* Ranking al 30 dicembre 2024.

### Altri partecipanti
Le seguenti coppie di giocatori hanno ricevuto una wildcard per il tabellone principale:
- Marcus Daniell /  James Watt
- Kiranpal Pannu /  Ajeet Rai

La seguente coppia di giocatori è entrata nel tabellone principale come alternate:
- Pablo Carreño Busta /  Sergio Martos Gornés

### Ritiri
Prima del torneo
- Roberto Carballés Baena /  Luciano Darderi → sostituiti da  Pablo Carreño Busta /  Sergio Martos Gornés

## Partecipanti singolare WTA

### Teste di serie
| Nazionalità   | Giocatrice       | Ranking* | Testa di serie |
| ------------- | ---------------- | -------- | -------------- |
| Stati Uniti   | Madison Keys     | 21       | 1              |
| Belgio        | Elise Mertens    | 34       | 2              |
| Stati Uniti   | Amanda Anisimova | 36       | 3              |
| Nuova Zelanda | Lulu Sun         | 40       | 4              |
| Danimarca     | Clara Tauson     | 50       | 5              |
| Regno Unito   | Emma Raducanu    | 57       | 6              |
| Giappone      | Naomi Ōsaka      | 58       | 7              |
| Stati Uniti   | Katie Volynets   | 59       | 8              |

* Ranking al 23 dicembre 2024.

### Altre partecipanti
Le seguenti giocatrici hanno ricevuto una wildcard per il tabellone principale:
- Renáta Jamrichová
- Vivian Yang

La seguente giocatrice è entrata in tabellone usando il ranking protetto:
- Julia Grabher

Le seguenti giocatrici sono passate dalle qualificazioni:

- Anna-Lena Friedsam
- Lina Glushko
- Nao Hibino
- Victoria Jiménez Kasintseva
- Leyre Romero Gormaz
- Lucrezia Stefanini

Le seguenti giocatrici sono state ripescate in tabellone come lucky loser:
- Jodie Burrage
- Mai Hontama

### Ritiri
Prima del torneo
- Elise Mertens → sostituita da  Jodie Burrage
- Emma Raducanu → sostituita da  Mai Hontama

## Partecipanti doppio WTA
| Nazione     | Giocatore       | Nazione       | Giocatore     | Rank* | Testa di serie |
| ----------- | --------------- | ------------- | ------------- | ----- | -------------- |
| Stati Uniti | Sofia Kenin     | Belgio        | Elise Mertens | 31    | 1              |
| Cina        | Jiang Xinyu     | Taipei cinese | Wu Fang-hsien | 98    | 2              |
| Giappone    | Makoto Ninomiya | Ungheria      | Fanny Stollár | 122   | 3              |
| Polonia     | Katarzyna Piter | Cina          | Tang Qianhui  | 142   | 4              |

* Ranking al 23 dicembre 2024.

### Altri partecipanti
Le seguenti giocatrici hanno ricevuto una wildcard per il tabellone principale:
- Monique Barry /  Jade Otway
- Valentina Ivanov /  Vivian Yang

La seguente coppia di giocatrici è subentrata in tabellone come alternate:
- Julia Grabher /  Laura Pigossi

### Ritiri
Prima del torneo
- Sofia Kenin /  Elise Mertens → sostituite da  Julia Grabher /  Laura Pigossi

## Punti
| Evento              | V   | F   | SF  | QF | 2T   | 1T | Q    | Q2   | Q1   |
| Singolare maschile  | 250 | 165 | 100 | 50 | 25   | 0  | 13   | 7    | 0    |
| Doppio maschile     | 250 | 150 | 90  | 45 | N.D. | 0  | N.D. | N.D. | N.D. |
| Singolare femminile | 250 | 163 | 98  | 54 | 30   | 1  | 18   | 12   | 1    |
| Doppio femminile    | 250 | 163 | 98  | 54 | N.D. | 1  | N.D. | N.D. | N.D. |

## Montepremi
| Evento              | V        | F       | SF      | QF      | 2T      | 1T     | Q2     | Q1     |
| Singolare maschile  | 103 455$ | 60 350$ | 35 480$ | 20 555$ | 11 935$ | 7 295$ | 3 650$ | 1 990$ |
| Doppio maschile*    | 35 980$  | 19 330$ | 11 310$ | 6 270$  | N.D.    | 3 700$ | N.D.   | N.D.   |
| Singolare femminile | 36 300$  | 21 484$ | 11 970$ | 6 815$  | 4 160$  | 2 975$ | 2 200$ | 1 420$ |
| Doppio femminile*   | 13 200$  | 7 430$  | 4 260$  | 2 540$  | N.D.    | 1 960$ | N.D.   | N.D.   |

*per team

## Campioni

### Singolare maschile
Gaël Monfils ha sconfitto in finale  Zizou Bergs con il punteggio di 6-3, 6-4.
- È il tredicesimo titolo in carriera per Monfils, il primo in stagione.

### Singolare femminile
Clara Tauson ha sconfitto in finale  Naomi Ōsaka con il punteggio di 4-6, ritiro.

### Doppio maschile
Nikola Mektić /  Michael Venus hanno sconfitto in finale  Christian Harrison /  Rajeev Ram per ritiro.

### Doppio femminile
Jiang Xinyu /  Wu Fang-hsien hanno sconfitto in finale  Aleksandra Krunić /  Sabrina Santamaria con il punteggio di 6-3, 6-4.